# Urticastrum decumanum
Urticastrum decumanum là loài thực vật có hoa trong họ Tầm ma. Loài này được (Roxb.) Kuntze miêu tả khoa học đầu tiên năm 1891.